# Rockaway (Queens)

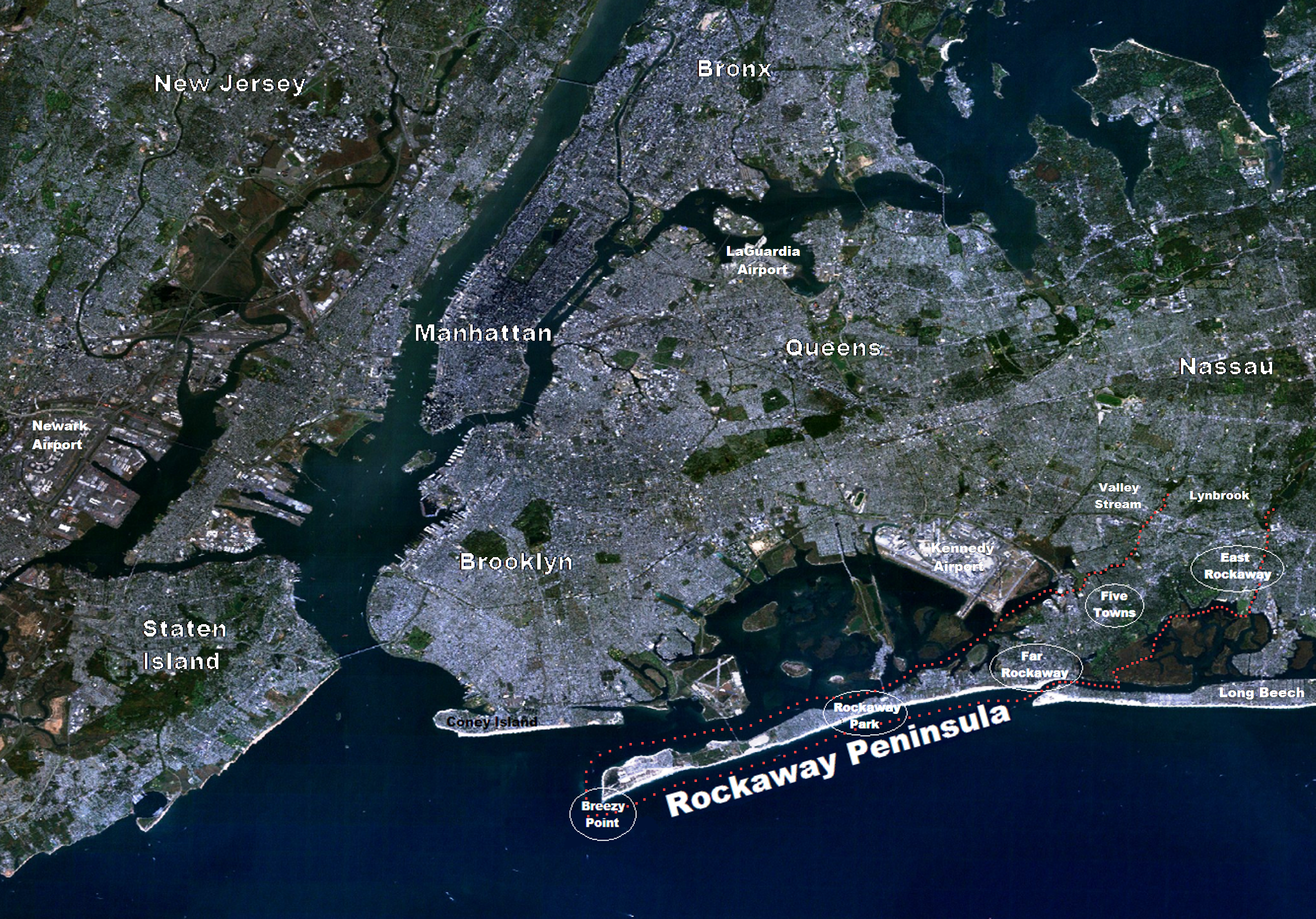
Satellietbeeld van Rockaway

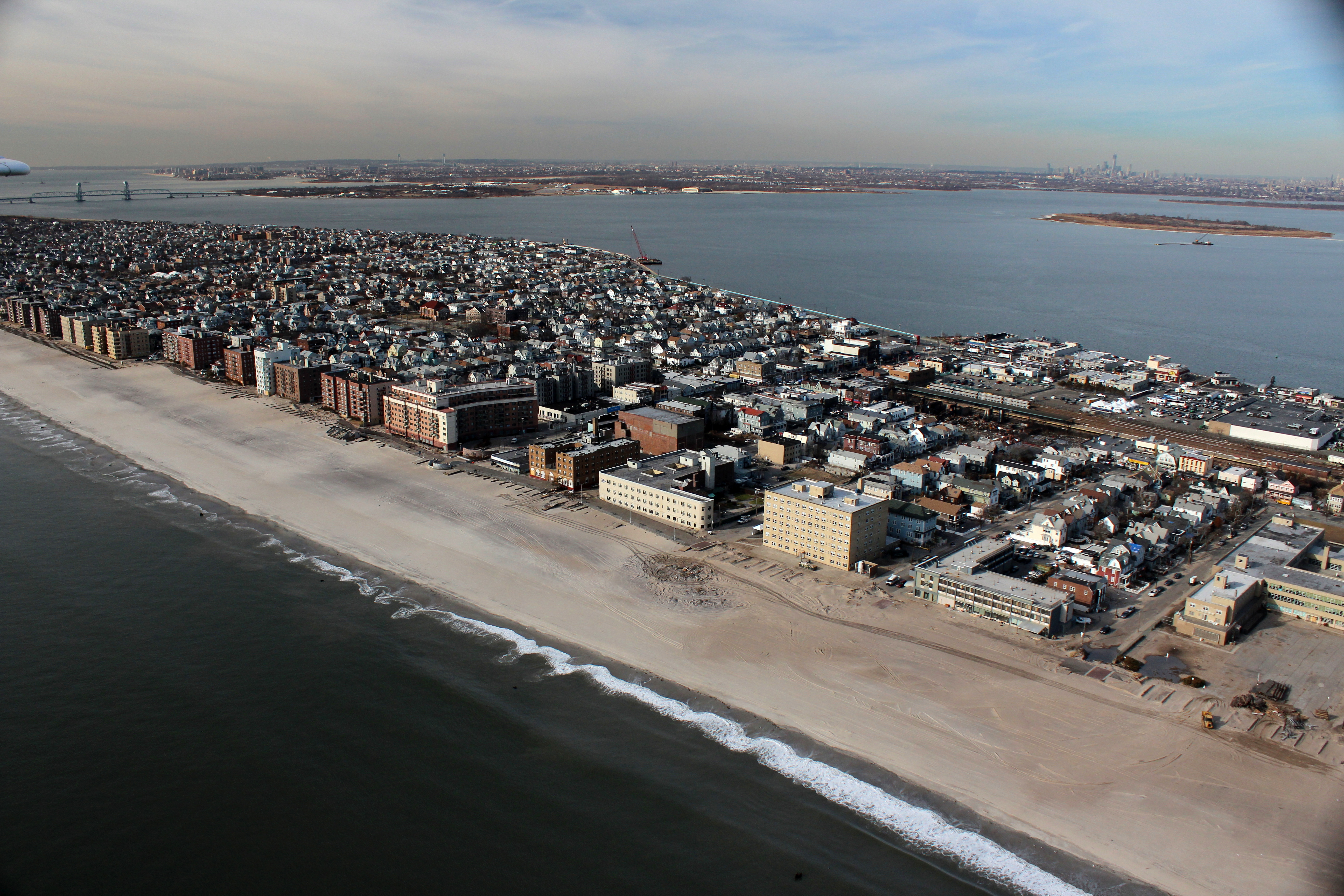
The Rockaways

Rockaway, vaak ook The Rockaways of Rockaway Peninsula is een schiereiland gelegen in het zuidoosten van de Amerikaanse stad New York. Het ligt het in het zuiden van de borough Queens en is daarmee een onderdeel van Long Island. Het hele schiereiland vormt de kuststrook aan de Atlantische Oceaan, van de rest van Queens is het afgescheiden door de Jamaica Bay. Tussen Brooklyn en Rockaway ligt de Rockaway Inlet, het natuurlijke verbindingskanaal tussen de Jamaica Bay en de Lower New York Bay en Ambrose Channel.
Meerdere delen van het schiereiland behoren tot de Gateway National Recreation Area, het Jamaica Bay Wildlife Refuge natuurreservaat ligt direct ten noorden van het schiereiland.

## Bewoning
In 2020 woonden er 124.149 inwoners op het schiereiland. Men onderscheidt op Rockaway negen wijken. Van oost naar west, van de landzijde naar het uiteinde, bekeken zijn dit:
- Far Rockaway, van de stadsgrens met Nassau County tot Beach 32nd Street
- Bayswater, ten noordoosten van Far Rockaway, aan de kustlijn met Jamaica Bay
- Edgemere, van Beach 32nd Street tot Beach 56th Street
- Arverne, van Beach 56th Street tot Beach 79th Street
- Rockaway Beach (o.a. Hammels), van 79th Street tot Beach 108th Street
- Rockaway Park, van Beach 108th Street tot Beach 126th Street
- Belle Harbor, van Beach 126th Street tot Beach 141st Street
- Neponsit, van Beach 141st Street tot Beach 149th Street
- Breezy Point, van Beach 149th tot de westelijke tip

## Transport
Het 15 km lange, veelal 1 tot 3 km smalle schiereiland is door de Marine Parkway-Gil Hodges Memorial Bridge over de Rockaway Inlet verbonden met Brooklyn en is met een tolbrug, de Cross Bay Veterans Memorial Bridge verbonden met Broad Channel, ook Rulers Bar Hassock genoemd, het eiland midden in Jamaica Bay. Dat eiland is op zijn beurt door de Joseph P. Addabbo Memorial Bridge met het hoofddeel van Queens verbonden. Via Broad Channel en aparte metrobruggen wordt het schiereiland ook bediend door metrolijn A en de Rockaway Park Shuttle. Het schiereiland verlaten zonder een van de bruggen over te steken, kan enkel buiten de stadsgrenzen, via de weginfrastructuur van Nassau County of de Far Rockaway Branch van de Long Island Rail Road, ook via Nassau County.
De nabijheid van de John F. Kennedy International Airport aan de noordzijde van Jamaica Bay levert veel luchtverkeer dat stijgt en landt boven Rockaway. Op 12 november 2001 crashte een Airbus A300-600 van American Airlines die American Airlines-vlucht 587 uitvoerde kort na het opstijgen op de Belle Harbor buurt van The Rockaways. Alle 260 inzittenden en vijf personen in de wijk kwamen om.

## Geschiedenis
De oorspronkelijke bewoners van het schiereiland waren de Lenni-Lenape. Dit inheems volk noemde de strook "rak-a-wak-e" met de betekenis van plaats met zand. Dit werd in het Engels verbasterd tot Rockaway. Het werd in 1639 samen met de rest van Long Island gekocht door de Nederlanders, in 1685 door de Britten. 
Kusttoerisme met strandhotels kwam op rond 1830, in 1869 opende de South Side Railroad of Long Island daarom een spoorlijn over het schiereiland, de Far Rockaway Branch. Deze werd in 1876 overgenomen door de Long Island Rail Road. In 1880 opende de New York, Woodhaven and Rockaway Railroad, een tweede lijn, deels parallel aan de eerste, maar met een meer directe en snellere treinverbinding met Queens over een spoorwegbrug over Jamaica Bay, in 1887 ook overgenomen door de Long Island Rail Road die het als de Rockaway Beach Branch uitbaatte, en die het schiereiland verbond met Long Island City via het station Flatbush Avenue. De Rockaway Beach Branch legde het traject af in een half uur, de Far Rockaway Branch was een traject van circa anderhalf uur.
Robert Moses, als leidinggevende van het New York City Parks Department, was diegene die opdracht gaf de twee bruggen voor wegverkeer aan te leggen die in 1937 en 1939 werden opgeleverd. 
Na een brand op 7 mei 1950 van de spoorwegbrug over Jamaica Bay die de treinsporen buiten werking stelde, werd een nieuwe metroverbinding aangelegd over spoorwegbruggen enkele honderden meters meer naar het oosten in gebruik genomen, die sindsdien door lijn A wordt bediend.
Astoria · Elmhurst · Flushing · Forest Hills · Howard Beach · Jackson Heights · Jamaica · Long Island City (Dutch Kills) · Rockaway